# Barbacenia brevifolia
Barbacenia brevifolia är en enhjärtbladig växtart som beskrevs av Paul Hermann Wilhelm Taubert. Barbacenia brevifolia ingår i släktet Barbacenia och familjen Velloziaceae.

## Underarter
Arten delas in i följande underarter:
- B. b. brevifolia
- B. b. recurvata